# گلاستر کورپوریشن
گلاستر کورپوریشن (انگلیسی: Gluster Corporation) شرکت نرم‌افزار آمریکایی است، که در سال ۲۰۰۵ تأسیس شد.